# たった一人の君へ/ラスト・ナイト
「たった一人の君へ/ラスト・ナイト」（たったひとりのきみへ/ラスト・ナイト）は、ワン・リーホンの日本デビューシングル。2003年4月16日にソニー・ミュージックジャパンインターナショナルより発売された。

## 概要
A面曲1「たった一人の君へ」は中国語バージョン「唯一」の日本語バージョンデビュー曲。A面曲2「ラスト・ナイト」は2003年公開の映画『MOON CHILD』の挿入歌。
CDジャケットは、日本で撮影したオリジナルジャケット仕様。

## 収録曲
1. たった一人の君へ（Chinese Original Version） [4:22]
作詞：ワン・リーホン - 作曲：ワン・リーホン
2. ラスト・ナイト [3:24]
作詞：ワン・リーホン - 作曲：ワン・リーホン
3. たった一人の君へ [4:23]
作詞・日本語詞：山本成美 - 作曲：ワン・リーホン